# UMF Skallagrímur
L'Ungmennafélagið  Skallagrímur (ou UMF Skallagrímur)  est un club islandais omnisports basé à Borgarnes. 
Le club possède une section football évoluant en 3. Deild Karla, mais la section basket est celle qui a le plus d'importance (elle évolue au plus haut niveau national).

## Palmarès
- Championnat d'Islande D3
  - Champion : 1983 et 1994